# Thianges
Thianges település Franciaországban, Nièvre megyében. Lakosainak száma 173 fő (2022. január 1.). Thianges Ville-Langy, Beaumont-Sardolles, Champvert, Diennes-Aubigny, La Machine és Trois-Vèvres községekkel határos.

## Népesség
A település népessége az elmúlt években az alábbi módon változott:
| Lakosok száma | 171  | 168  | 170  | 171  | 172  | 176  | 180  | 182  | 173  |
|               | 2013 | 2015 | 2016 | 2017 | 2018 | 2019 | 2020 | 2021 | 2022 |